# Shaquille Dutard
Shaquille Dutard (Caienna, 21 settembre 1996) è un calciatore francese di origini guianesi, attaccante del Jeunesse Esch e della Selezione della Guyana francese.

## Carriera

### Club
Comincia a giocare al Nizza 2. Nel 2016 passa al Guingamp 2. Il 3 luglio 2017 viene acquistato dal Tarbes Pyrénées.

### Nazionale
Ha debuttato in nazionale il 17 giugno 2017, nella partita amichevole Guyana francese-Barbados (3-0). Viene inserito nella lista dei convocati per la Gold Cup 2017.